# حزب حماية حقوق الإنسان
حزب حماية حقوق الإنسان هو حزب سياسي ساموا وقد سيطر السياسة الحزبية ساموا منذ عام 1982.